# Remigiodes remigina
Remigiodes remigina är en fjärilsart som beskrevs av Paul Mabille 1884. Remigiodes remigina ingår i släktet Remigiodes och familjen nattflyn. Inga underarter finns listade.